# Tl103

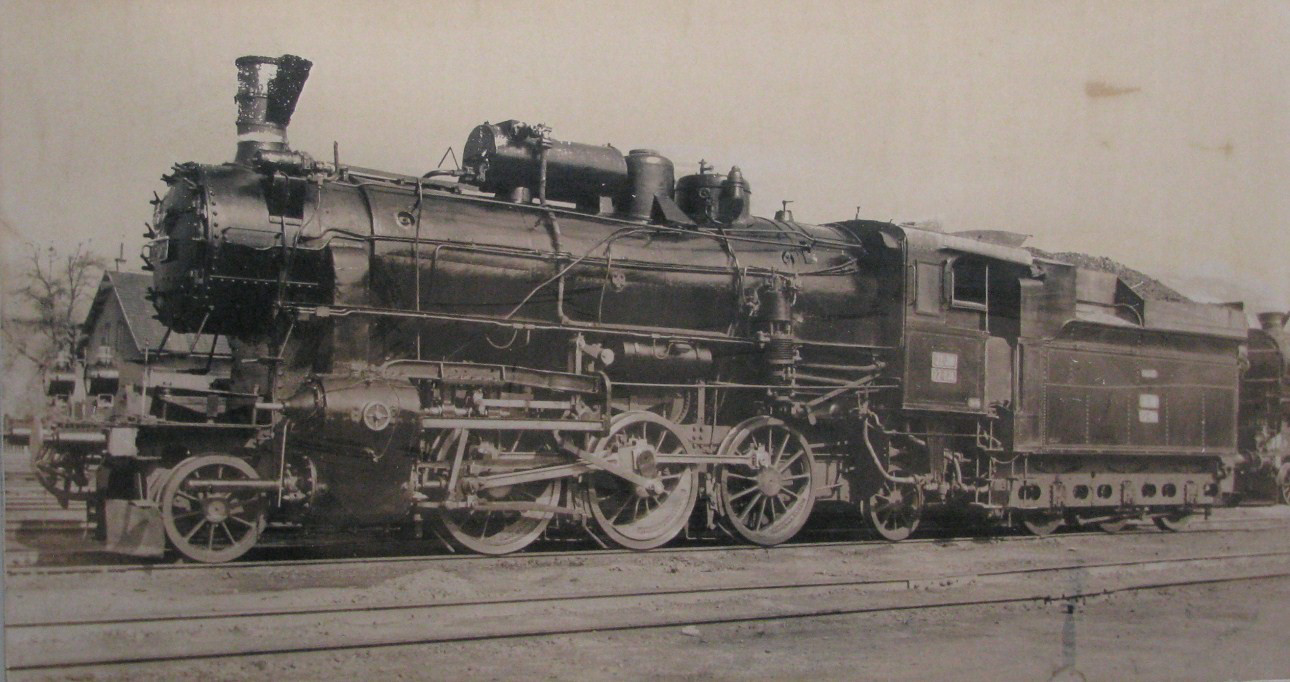
Parowóz Tl103

Tl103 – oznaczenie PKP parowozów towarowych węgierskiej serii 324, używanych przez Polskie Koleje Państwowe w okresie międzywojennym. Według niektórych źródeł, przemianowane następnie na serię Ol103.
Parowóz posiadał układ osi 1C1 (jedna para kół tocznych, trzy pary kół napędowych, jedna para kół tocznych), dość często spotykany dla konstrukcji z pierwszego dziesięciolecia XX wieku.  W służbie PKP znalazły się jedynie 4 parowozy tego typu.  Trafiły one do Polski po I wojnie światowej i stanowiły jedną z licznych serii lokomotyw 'odziedziczonych' po rozpadzie monarchii austro-węgierskiej.  Służyły głównie do obsługi ruchu towarowego, lecz ze względu na istnienie osi przedniej umożliwiającej stabilizację biegu przy nieco większych prędkościach, można ich było używać również w ruchu osobowym.  Po II wojnie światowej co najmniej jeden egzemplarz spośród tych parowozów został w Polsce zachowany, nie były one jednak prawdopodobnie używane w ruchu planowym. 
Lokomotywy Tl103 były jedną z nielicznych serii parowozów węgierskich używanych przez PKP.  
Podczas II wojny światowej lokomotywy zostały przejęte przez Niemcy, otrzymując numery w serii 35, m.in. 35 703. Lokomotywa 35 703 znalazła się po wojnie w Czechosłowacji i została wcielona tam do służby pod oznaczeniem 335.250 (nie skojarzono jej pokrewieństwa z lokomotywami serii 324, używanymi w Czechosłowacji jako seria 344.4). W 1950 r. została przekazana ZSRR.